# Ditha latimana
Ditha latimana är en spindeldjursart som först beskrevs av Beier 1931.  Ditha latimana ingår i släktet Ditha och familjen Tridenchthoniidae. Inga underarter finns listade i Catalogue of Life.